# Dekompozycja Kalmana
Dekompozycja Kalmana – termin używany w teorii sterowania na określenie konwersji realizacji stacjonarnego liniowego układu regulacji do postaci, w której układ ujawnia części obserwowalną i sterowalną co pozwala na wyciągnięcie wniosków odnośnie do osiągalnych i obserwowalnych podprzestrzeni dla danego układu.

## Notacja
Wyprowadzenie przebiega tak samo zarówno dla (stacjonarnych) układów czasu ciągłego, jak i układów dyskretnych. Niech dany będzie liniowy, stacjonarny układ ciągły opisany równaniami stanu:
{\displaystyle {\dot {x}}(t)=Ax(t)+Bu(t),}
{\displaystyle y(t)=Cx(t)+Du(t).}
Układ taki można opisać za pomocą krotki czterech macierzy {\displaystyle (A,B,C,D).} Niech rząd systemu wynosi {\displaystyle n.} Wówczas dekompozycja Kalmana zdefiniowana jest jako transformacja krotki {\displaystyle (A,B,C,D)} do postaci {\displaystyle ({\hat {A}},{\hat {B}},{\hat {C}},{\hat {D}})} w następujący sposób:
{\displaystyle {\hat {A}}=T^{-1}AT,}
{\displaystyle {\hat {B}}=T^{-1}B,}
{\displaystyle {\hat {C}}=CT,}
{\displaystyle {\hat {D}}=D.}
{\displaystyle T} jest macierzą odwrotną o rozmiarach {\displaystyle n\times n} zdefiniowaną jako:
{\displaystyle T={\begin{bmatrix}T_{r{\overline {o}}}&T_{ro}&T_{\overline {ro}}&T_{{\overline {r}}o}\end{bmatrix}},}
gdzie:
{\displaystyle T_{r{\overline {o}}}} – macierz, której kolumny rozpięte są w podprzestrzeni stanów, które są zarówno osiągalne, jak i nieobserwowalne;
{\displaystyle T_{ro}} – jest tak dobrana, że kolumny {\displaystyle {\begin{bmatrix}T_{r{\overline {o}}}&T_{ro}\end{bmatrix}}} stanowią bazę dla podprzestrzeni osiągalnej;
{\displaystyle T_{\overline {ro}}} – jest tak dobrana, że kolumny {\displaystyle {\begin{bmatrix}T_{r{\overline {o}}}&T_{\overline {ro}}\end{bmatrix}}} stanowią bazę dla podprzestrzeni nieobserwowalnej;
{\displaystyle T_{{\overline {r}}o}} – jest tak dobrana, że macierz {\displaystyle {\begin{bmatrix}T_{r{\overline {o}}}&T_{ro}&T_{\overline {ro}}&T_{{\overline {r}}o}\end{bmatrix}}} jest odwrotna.
Można zauważyć, że niektóre z tych macierzy mogą mieć wymiar równy zero. Na przykład jeśli system jest zarówno obserwowalny, jak i sterowalny, wówczas {\displaystyle T=T_{ro},} co sprawia, że inne macierze mają wymiar zerowy.

## Forma standardowa
Korzystając z wyników dla sterowalności i obserwowalności, można pokazać, że układ po transformacji {\displaystyle ({\hat {A}},{\hat {B}},{\hat {C}},{\hat {D}})} ma macierze o następującej postaci:
{\displaystyle {\hat {A}}={\begin{bmatrix}A_{r{\overline {o}}}&A_{12}&A_{13}&A_{14}\\0&A_{ro}&0&A_{24}\\0&0&A_{\overline {ro}}&A_{34}\\0&0&0&A_{{\overline {r}}o}\end{bmatrix}}}
{\displaystyle {\hat {B}}={\begin{bmatrix}B_{r{\overline {o}}}\\B_{ro}\\0\\0\end{bmatrix}}}
{\displaystyle {\hat {C}}={\begin{bmatrix}0&C_{ro}&0&C_{{\overline {r}}o}\end{bmatrix}}}
{\displaystyle {\hat {D}}=D}
Prowadzi to do wniosku, że:
- Podukład {\displaystyle (A_{ro},B_{ro},C_{ro},D)} jest zarówno osiągalny, jak i obserwowalny.
- Podukład {\displaystyle \left({\begin{bmatrix}A_{r{\overline {o}}}&A_{12}\\0&A_{ro}\end{bmatrix}},{\begin{bmatrix}B_{r{\overline {o}}}\\B_{ro}\end{bmatrix}},{\begin{bmatrix}0&C_{ro}\end{bmatrix}},D\right)} jest osiągalny.
- Podukład {\displaystyle \left({\begin{bmatrix}A_{ro}&A_{24}\\0&A_{{\overline {r}}o}\end{bmatrix}},{\begin{bmatrix}B_{ro}\\0\end{bmatrix}},{\begin{bmatrix}C_{ro}&C_{{\overline {r}}o}\end{bmatrix}},D\right)} jest obserwowalny.